# Jan Stachowski
Jan Stachowski (ur. 24 czerwca 1951 w Szczecinie, zm. 24 grudnia 2020 w Katowicach) – polski slawista, tłumacz literatury czeskiej, opozycjonista.

## Życiorys
Urodził się 24 czerwca 1951 w rodzinie Jana i Tamary. Ukończył bohemistykę na Uniwersytecie Jagiellońskim. Przez krótki okres wykładał na slawistyce Uniwersytetu Śląskiego, po czym pracował jako redaktor w wydawnictwie Śląsk i skupił się na tłumaczeniu literatury czeskiej. Do jego najważniejszych przekładów należą tłumaczenia dzieł Bohumila Hrabala i Josefa Škvoreckiego. Od 13 grudnia 1981 do 24 grudnia 1981 był internowany. W latach 80. publikował pod pseudonimem w magazynach literackich i niezależnej prasie. Jego tłumaczenia Hrabala ukazywały się w drugim obiegu. Po 1989 rozpoczął pracę w Ambasadzie w Pradze.
Był częstym gościem festiwalu filmowego Kino na Granicy. W 2009 jego przekład został nominowany do Literackiej Nagrody Europy Środkowej „Angelus”. W 2018 otrzymał nagrodę literacką dla tłumaczy przyznawaną przez Stowarzyszenie Autorów ZAiKS. Rok później został wyróżniony czeską nagrodą Jiřiego Theinera przyznawaną za zasługi na polu promocji literatury czeskiej za granicą.
Zmarł 24 grudnia 2020 w Katowicach.

## Przekłady
Za katalogiem Biblioteki Narodowej:
- 1979: Teoria derywacji – Miloš Dokulil (tłum. wraz z Anną Bluszcz)
- 1981: Święto przebiśniegu – Bohumil Hrabal
- 1986: Żegnaj maturo – Karel Štorkán
- 1989: …będzie gorzej – Jan Pelc
- 1989: Na tropie przygody – František A. Elstner (tłum. wraz z Andrzejem Babuchowskim)
- 1990: Obsługiwałem angielskiego króla – Bohumil Hrabal
- 1999: Ja, czarodziej – Anna Janyšková
- 2003: Ani święci, ani anioły – Ivan Klíma
- 2003: Historia Kukułki i inne opowiadania – Josef Škvorecký
- 2004: Europeana: zwięzła historia XX wieku – Patrik Ouředník
- 2004: Premier i anioł – Ivan Klíma
- 2004: Niekochana – Arnošt Lustig
- 2005: Wychowanie dziewcząt w Czechach – Michal Viewegh
- 2005: Sierżant – Miroslav Žamboch
- 2005: Wniebowstąpienie Lojzka Lapaczka ze Śląskiej Ostrawy – Ota Filip
- 2006:  Bez litości - Mirosław Žamboch (jako Paweł Doliński)
- 2006: Poradnik dla niegrzecznych kobiet – Irena Obermannová
- 2006: Piękna rupieciarnia – Bohumil Hrabal (tłum. wraz z  Aleksandrem Kaczorowskim)
- 2007: Proszę się nie rozłączać – Irena Obermannová
- 2007: Dogodna chwila, 1855 – Patrik Ouředník
- 2007: O rodzicach i dzieciach – Emil Hakl
- 2007: Język czeski dla początkujących – David Short (tłum. wraz z Marią Aniśkowicz-Świderską; adaptacja: Jan Stachowski)
- 2008: Zbijany – Michal Viewegh
- 2008: Sąsiedzi i ci inni – Ota Filip
- 2008: Friszta: opowieść kabulska – Petra Procházková
- 2008: Zdrowych i wesołych... – Michal Viewegh (tłum. wraz z Katarzyną Dudzic i Tomaszem Grabińskim)
- 2009: Leż, Bestio! – Jiří Kratochvil
- 2009: O kobietach... – Michal Viewegh (tłum. wraz z Katarzyną Dudzic i Tomaszem Grabińskim)
- 2011: Perełki na dnie: wybór opowiadań – Bohumil Hrabal (tłum. Jan Stachowski et al.)
- 2011: Kochaj mnie mocniej...: czeskie opowieści – Michal Viewegh (tłum. wraz z Katarzyną Dudzic i Tomaszem Grabińskim)
- 2012: Opowiadacze: nie tylko Hrabal – antologia (tłum. wraz z Andrzejem Jagodzińskim)
- 2015: Pabitele – Bohumil Hrabal (tłum. wraz z Heleną Gruszczyńską-Dębską, Edwardem Madanym i Mirosławem Śmigielskim)
- 2016: Jak tata przemierzał Afrykę – Ota Pavel (tłum. wraz z Urszulą Lisowską)
- 2020: Piękne zielone oczy – Arnošt Lustig
- 2020: Gorzki świat – Josef Škvorecký (tłum. wraz z Andrzejem Jagodzińskim)